# Arabis kokanika
Arabis kokanika là một loài thực vật có hoa trong họ Cải. Loài này được Regel mô tả khoa học đầu tiên năm 1882.